# 元弘嗣
元弘嗣（560年代？—610年代？），河南郡洛阳县（今河南省洛阳市东）人，追尊魏昭成帝拓跋什翼犍的后裔，隋朝官员。

## 生平
元弘嗣的祖父元刚是元魏渔阳王，父亲元经是北周渔阳郡公，元弘嗣年幼时承袭了父亲的渔阳郡公爵位，虚岁十八时担任左亲卫。开皇九年（589年），元弘嗣随晋王杨广平定南陈，因功被授予上仪同。开皇十四年（594年），元弘嗣担任观州总管长史，在观州专门以严厉处理事务，百姓和官吏大多埋怨他。开皇二十年（600年），元弘嗣转任幽州总管长史，元弘嗣惧怕被幽州总管燕荣侮辱，坚决推辞。隋文帝杨坚知道后，告诫燕荣说：“元弘嗣犯杖打十棍以上的罪，都必须上奏给我。”燕荣愤怒地说：“小子怎敢戏弄我！”燕荣于是派元弘嗣监督纳收仓库的谷子，簸扬到一点糠秕，就惩罚他。每次杖打虽然不到十下，但是一天之中有时会打多次。如此过了多年，两人日益构成嫌隙，元弘嗣心中不服，燕荣于是将元弘嗣囚禁在监狱中，断绝饮食，将要杀掉他。元弘嗣饥饿，抽取衣服的棉絮夹杂着水吞咽下去。元弘嗣的妻子到皇宫门前喊冤，隋文帝派考功侍郎刘士龙乘坐驿站马匹迅速前往审问，燕荣被定罪赐死。燕荣死后，元弘嗣处理政务，残酷程度又超过燕荣。元弘嗣常常审问囚犯，大多用醋灌他们的鼻子，或者用木桩钉锤他们的下身，囚犯没有敢隐瞒情况的，诡诈虚假之人无不屏气。仁寿末年，元弘嗣被授任木工监，修建营造东都洛阳。
大业七年二月壬午（611年4月14日），隋炀帝杨广诏令攻取辽东，就派遣元弘嗣前往东莱的出海口监督造船。各州役夫被他鞭打的痛苦不堪，官吏督促役夫日夜站在水中，一点也不敢休息，从腰以下没有不生蛆的地方，役夫死了十分之三到十分之四。元弘嗣不久升任黄门侍郎，转任殿内少监。辽东之战，元弘嗣升任金紫光禄大夫。第二年，隋炀帝再次进攻辽东，恰逢贼寇进攻陇右，诏令元弘嗣进攻他们。
613年，杨玄感作乱时逼近东都，元弘嗣将军队驻守于安定。杨玄感向李密询问有什么计谋，李密回答说：“元弘嗣统帅强兵驻扎在陇右，现在可以扬言他要谋反，会派使者来迎接您，我们趁机进入函谷关，可以哄骗众人。”元弘嗣将要响应杨玄感的谣言散播出来后，隋炀帝认为元弘嗣是斛斯政的亲戚，就派遣卫尉少卿李渊迅速前往捉拿元弘嗣并代为留守弘化郡，代王杨侑派遣使者捉拿元弘嗣，将他送到隋炀帝所在之处，元弘嗣因为没有谋反的证据被释放。隋炀帝的疑心没有解除，元弘嗣被除去名籍，迁到日南郡，在路上死去，虚岁四十九。

## 家庭

### 儿子
- 元仁观，唐朝翼囗易三洲刺史、左武卫将军、思义县开国男[18]
- 元仁楚，第八子，唐朝魏州录事参军[19]

## 延伸阅读
[在维基数据编辑]
 《北史·卷087》，出自李延壽《北史》
 《隋書·卷74》，出自魏徵《隋书》